# Животињски комуникатор
Животињски комуникатор (енгл. animal communicator) је назив за особу која наводно може да комуницира са животињама. Неки видовњаци тврде како кућни љубимци комуницирају са другим угинулим животињама. Термин се такође односи на способност да се информације сазнају без основних чула, кроз оно што се описује као екстрасензорна перцепција. Животињски комуникатори се ослањају на различите технике. Наводно могу да комуницирају са животињама зато што су повезани са њиховим душама.